# Hemiteles rufipes
Hemiteles rufipes är en stekelart som beskrevs av Taschenberg 1876. Hemiteles rufipes ingår i släktet Hemiteles och familjen brokparasitsteklar. Inga underarter finns listade i Catalogue of Life.